# Ничего себе поездочка 3
«Ничего себе поездочка 3» (англ. Joy Ride 3: Roadkill) — американский фильм ужасов с элементами триллера и слэшера, выпущенный компанией Fox Home Entertainment’s.
Режиссёром заключительной части франшизы о дальнобойщике-маньяке стал Деклан О’Брайэн, роль главного злодея исполнил Кен Кирзингер. Премьера фильма состоялась 17 июня 2014 года на Blu-Ray и DVD.

## Сюжет
В начале фильма, наркоманы Роб и Кэнди пытаются ограбить дальнобойщика, которым оказывается маньяк по прозвищу «Ржавый Гвоздь». Он приковывает неудавшихся преступников цепью к капоту своего грузовика и объясняет им, что если они выдержат полтора километра езды, то он отпустит обоих и даже даст пачку метамфетамина, которую закрепляет на лобовом стекле. Наркоманам удаётся продержаться, но Кэнди в последний момент хватает пачку и вместе с Робом падает прямо под колёса грузовика.
Команда гонщиков из Канзаса едет на Ралли 1000 в Канаде. Их маршрут проходит через заброшенную трассу 17, известную как «Аллея смерти». Ходят слухи, что через эту трассу контрабандисты возят наркотики из Канады (так как она практически не патрулируется полицией), а также там орудует некий маньяк-дальнобойщик…

## В ролях
- Джесси Хатч — Джордон Уэллс
- Кирстен Праут — Джуэл МакКол
- Кен Кирзингер — «Ржавый Гвоздь»
- Бенджамин Холлингсворт — Мики Коул
- Лила Саваста — Алиса Росадо
- Дин Армстронг — офицер Чарли Уильямс
- Джеймс Дархэм — офицер Крис Дженкинс
- Джанпаоло Венута — Остин Мур
- Джейк Мэнли — Бобби Кроу
- Джей Адам Браун — Роб
- Сара Митич — Кэнди

## Критика
Мэтт Донато из We Gor This Covered написал, что «Ржавый Гвоздь» представляет собой «худшую версию Мика Тэйлора из „Волчьей ямы“».